# Proveïdor de serveis
El proveïdor de servei és l'entitat que organitza i aprovisiona el servei d'IPTV a l'usuari final, inclou el servei d'Internet i veu. Identifica i controla les connexions entre els receptors i els proveïdors de material multimèdia. Tot i que és possible pels usuaris contactar directament amb els generadors de contingut multimèdia fent ús de les adreces IP o els enllaços web, els proveïdors simplifiquen aquesta feina a través de les seves guies.
A més a més, poden encarregar-se de recopilar el contingut multimèdia i transmetre'l directament als seus subscriptors (establint una relació de negoci amb els generadors).

## Elements
Els diferents elements que intervenen en la transmissió són:
Streaming serverCodifica fluxos de vídeo d'emissions en viu i fluxos que ja estaven precodificats i guardats al servidor de vídeo. Transmet els fluxos al router i aquest els transmet a la centraleta local.
Video serverS'encarrega de guardar les transmissions digitals codificades.
DSLAMestà situat a la centraleta local de l'usuari i ha de suportar transmissió multicast, en cas contrari el router de la central local ha de replicar el canal per cada abonat.
CPE (Customer Premise Equipment)és un terme que fa referència al mòdem xDSL que rep el flux del DSLAM i el transmet directament al PC o al descodificador.